# Carlos Chagas
Carlos Justiniano Ribeiro Chagas (9. srpnja 1879. Oliveira, Minas Gerais, Brazil – 8. studenog 1934. Rio de Janeiro) bio je brazilski liječnik.
Chagas je otkrio Chagasovu bolest (koja se još naziva američka tripanosomijaza) 1909.g., dok je radio u Institutu Oswaldo Cruz u Rio de Janeirou.
Chagasov rad je jedinstven u povijesti medicine zato što je on jedini istraživač koji je u potpunosti opisao novu zaraznu bolest, opisavši: patogen (uzročnika), vektor, domaćina, kliničke manifestacije i epidemiologiju bolesti.

## Vanjske poveznice
- Carlos Justiniano Ribeiro Chagas. WhoNamedIt. (engl.)